# Liam Highfield
Liam Highfield (n. 1 decembrie 1990, Swindon, Anglia, Regatul Unit) este un jucător englez de snooker. 